# Layover - Torbide ossessioni
Layover - Torbide ossessioni (Layover) è un film thriller del 2001 con protagonista David Hasselhoff.

## Trama
L'uomo d'affari Dan Morrison in un viaggio d'affari, arrivato in un aeroporto conosce la giovane e seducente Vickie Dennis con cui ha una fugace ma bollente relazione. Poco dopo scopre che la donna è la moglie del suo amico Jack Gillardo che avrebbe dovuto incontrare e ben presto capisce che le cose tra i due non vanno troppo bene, a tal punto che la donna gli chiede di aiutarla a fuggire. Dan si ritroverà presto ad essere accusato di un omicidio, ma nulla è quello che sembra, neppure l'identità della vittima e si capisce subito che si tratta di un incastro.